# Mike Parkes
Michael Johnson Parkes (Richmond, Engleska, 24. rujna 1931. – Torino, Italija, 28. kolovoza 1977.) je bivši britanski vozač automobilističkih utrka.

## Rezultati u Formuli 1
| Sezona | Momčad    | Šasija | Motor             | Utrke | Pobjede | Podiji | Bodovi | Plasman |
| ------ | --------- | ------ | ----------------- | ----- | ------- | ------ | ------ | ------- |
| 1959.  | David Fry | Fry F2 | Climax Straight-4 | 1 (0) | 0       | 0      | 0      | —       |